# آکیرا کیتاگوچی
آکیرا کیتاگوچی (به انگلیسی: Akira Kitaguchi) بازیکن فوتبال اهل ژاپن و عضو تیم ملی فوتبال ژاپن است که در تاریخ ۲۶ مه ۱۹۵۸ میلادی اولین بازی ملی‌اش را انجام داد. او در ۱۰ بازی ملی حضور داشت و آخرین بازی ملی خود را در تاریخ ۱۳ دسامبر ۱۹۵۹ میلادی انجام داد. آکیرا کیتاگوچی در بازی‌های ملی‌اش
۱ گل به ثمر رساند.